# سیل (رود)
 سیل رودی است به رود مینیو می‌ریزد. این رود از کشور اسپانیا می‌گذرد.